# TDI 벡터
크리스 벡터(KRISS Vector) 또는 크리스 슈퍼 V는 TDI사가 개발, 생산하는 차세대 기관단총이다.

## 설계
TDI 벡터는 "크리스 슈퍼 V(Kriss Super V)"라는 독특한 방식을 채용하였다. 이 방식은 겉으로는 반동을 이용하는 일반적인 블로우백 방식이지만 다른 기관단총들과는 달리 기존의 노리쇠의 이동방향을 수평방향에서 수직방향으로 이동하게 설계하였는데, 이는 총구가 격발시 위로 들리면서 동시에 노리쇠가 수직이 아닌 아랫방향으로 움직이게 되는 것으로, 결과적으로 많은 대구경 화기들의 문제점이었던 총구 앙등 현상을 해결할 수 있는 설계다. 또한, M16 소총이나 나치 독일의 42호 강하엽병소총과 같이 총열과 개머리판이 일직선상에 놓여진 구조를 가지고 있으면서 동시에, 권총손잡이까지 일직선상에 위치하게 되어 총기 제어를 좀 더 수월하게 할 수 있게 하였다.
크리스 슈퍼 V 시스템은 결과적으로 AK-107 및 AK-108 등에 사용된 무게추 방식(Balanced Recoil System)과 근본적인 원리는 비슷하나, 무게추 방식이 총기 내부에 별도의 무게추를 설치하여 총기 제어성을 향상시킨 반면, 크리스 슈퍼 V 시스템은 어떠한 부품의 추가 없이 단순히 기존 블로우 백 방식에서 노리쇠의 작동방향만 바꾼 것에서 차이가 있다. 따라서 내부구조는 단순하여 생산하기도 쉽고, 관리하기도 좀더 수월하다. 실제로도 별도의 연장 없이도 간단히 분해하거나 조립할 수 있다.
TDI사는 2010년에 .40 S&W탄을 사용하는 모델을 개발했으며, 이 총에 쓰인 크리스 슈퍼 V 시스템을 이용하여 7.62 × 51 mm NATO탄을 사용하는 돌격소총을 개발하고 있다.

## 평가
TDI 벡터는 .45 ACP라는 강력한 위력의 탄환을 적은 반동으로 격발할 수 있기에, 크리스 슈퍼 V 시스템이 강장탄을 길들일 수 있는 시스템임을 증명하게 되었으며, 강력한 화력으로 타 화기에 비해 근접전에서 우위를 점할 수 있다. 또한, 약간의 발상전환으로 그간 많은 총기 개발자들을 괴롭혔던 총구 양등 현상을 효과적으로 해결했다는 점에서 의의가 크다. 하지만 특이한 구조로 인한 짧은 사거리가 단점으로 꼽히고 있다.

## 파생형
- CRB: 카빈형으로, 민수용 파생형이다. 총열이 연장되었으며 단발 사격만 가능하다.
- SBR: 단발 사격만 가능한 파생형이다. 그러나 CRB와 달리 총열이 연장되지 않았다.
- SDP: 권총형 모델로, SBR에서 개머리판을 떼어내고 그 자리에 멜빵 고리를 부착해 놓은 생김새이다.
- TDI KARD: 벡터와 같은 작동 방식을 채용한 반자동 권총이다. 9mm 파라벨룸과 .45 ACP를 사용한다.
- MVS: 벡터와 같은 작동 방식을 채용한 산탄총이다. 출시되지는 못했다.[4]
- 디스랩터(Disraptor): 벡터와 같은 작동 방식을 채용한 12.7 × 99 mm NATO탄을 사용하는 기관총이다. MVS와 마찬가지로 출시되지 못했다.[4]

## 대중 문화

### 비디오 게임
- 카운터-스트라이크 온라인
  - 기관단총으로 크리스 슈퍼 V라는 이름으로 등장하며, 소음기를 부착할 수 있다. 또 '크리스 슈퍼 V'를 두개로 들어서 사용하는 업그레이드형 무기인 '듀얼 크리스'가 있다. 장탄수는 30발이다.
- A.V.A
  - 포인트맨 병과의 주무장으로 크리스 슈퍼 V라는 이름으로 나온다. 실제 총기와 마찬가지로 높은 위력과 높은 연사속도, 높은 안정성을 가지고 있다. 13발 탄창을 기본 사양으로 제공하며, 트리거 부분 개조를 통해 28발들이 탄창으로 교체할 수도 있다. 신규 가입 유저에게 주는 이벤트 무기이기도 하다.
- 포인트 블랭크
  - 주무장으로 나온다. 레드 도트 사이트를 장착한 상태로 나오며, 장탄수는 30발이다. B키를 눌러서 듀얼모드로 전환하여 2개의 벡터를 들고 사격할 수 있다.
- 배터리 온라인
  - 주무장으로 나온다. 장탄수는 30발이다. 밸런스 상의 이유로 인해, .45 ACP탄의 높은 위력만 구현되고, 나머지는 구현되지 않았다. 기관단총 중에선 제일 높은 위력을 가졌지만, 연사속도가 느리다. 이로 인해 몇몇 유저들은 개발진이 미숙하다는 의견을 내놓기도 하였다.
- 모던워페어2
  - 주무장으로 나온다. 레벨 12 때 언락할 수 있으며, 장탄수는 30발이다. 위력이 낮은 대신 높은 연사속도와 낮은 반동을 가졌다. 부착물은 속사(Rapid Fire), 아킴보(Akimbo), 레드 도트사이트(Red Dot Sight), 홀로그래픽 사이트(Holographic Sight), 소음기(Silencer), ACOG 스코프(ACOG Scope), 열감지 조준기(Thermal Scope), 철갑탄(FMJ), 확장 탄창(Extended Magazine)이 있다.
- 배틀그라운드, 배틀그라운드 모바일, 배틀그라운드: 뉴 스테이트
  - 필드에서 드랍되는 아이템으로,Vector로 등장하며, 기본 장탄수는 19발이다. SMG 전용 부착물을 착용할 수 있으며, 총구에 소염기(Flash Hider), 보정기(Compensator), 소음기(Suppressor), 탄창에 퀵드로우(QuickDraw Mag), 대용량 탄창(Extended Mag), 대용량 퀵드로우(Extended QuickDraw Mag), 수직손잡이(Vertical Foregrip), 전술 개머리판(Tactical Stock)을 장착할 수 있다. 대용량 탄창을 착용했을 때 장탄수는 기존 19발에서 33발로 증가하며 다른 총기와는 다르게 손잡이에 수직손잡이와 하프 그립만 부착할 수 있다. 업데이트로 9mm탄을 사용한다.
- 레인보우 식스 시리즈
  - Operation Velvet Shell에서 출시된 수비팀 오퍼레이터 미라(MIRA)의 주 무기 중 하나이다. 한편 공격팀의 라이언 (LION)의 주 무기중 하나가 V308 인데, 벡터에 드럼식 탄창을 장착하고 7.62mm 나토탄을 쓰는 총이라고 볼 수 있다.
- 로블록스 (팬텀포스)
  - 연사속도가 매우 빠른 기관단총으로 등장한다. 현실과 다르게 약간 과장된 부분이 많으며 업데이트로 9mm, 22LR탄을 쓸 수 있게 되었다.
- 콜 오브 듀티: 모바일
  - 게임 콜 오브 듀티 모바일에서 등장한다. 이름은 총기 라이센스를 따지 못하여 다르게 출시되었다. 연사속도는 1000RPM 이상으로 구현 되었다. 기술로 TDI 벡터를 두정 들고 싸우는 아킴보 기술이 있다.
- Surviv.io
  - 지하에서 많은 문 중 상자가 있는 문으로 들어가면 9mm 벡터를 확률적으로 얻을 수 있다.
- 밀크초코
  - 게임 내에서는 Chris라는 총기명이 붙여졌다.  1초에 2발이 발사되는 연사력이 매우 높은 총으로 등장한다. 지급되는 총알은 1탄에 28발이다. 배틀로얄 모드에서는 필드 드랍 아이템으로 등장한다.

### 애니메이션
- Angel Beats!
  - 여주인공인 유리가 사용한다.

### 텔레비전 프로그램
- CSI: 뉴욕
  - "인질(Hostage)" 편에서 살인무기로 등장한다.
- 퓨처웨폰스(Future Weapons)
  - "근접전(Close Quater Combat)"편에서 등장한다.

## 같이 보기
- K7 소음기관단총
- 헤클러운트코흐 7호 기관단총
- FN P90